# Nationalpark Phu Pha Yon
Der Nationalpark Phu Pha Yon (auch: Phu Phar Yol; thailändisch อุทยานแห่งชาติภูผายล, RTGS uthayan haengchat phu pha yon) ist ein Nationalpark in den Provinzen Sakon Nakhon, Nakhon Phanom und Mukdahan in Nordost-Thailand, dem so genannten Isan.

## Lage
Der Nationalpark Phu Pha Yon liegt in den Amphoe Tao Ngoi und Khok Si Suphan (Provinz Sakon Nakhon), Amphoe Na Kae in der Provinz Nakhon Phanom sowie in den Amphoe Dong Luang und Khamcha-i in der Provinz Mukdahan.

## Topographie
Die Fläche des Phu Pha Yon-Nationalparks beträgt etwa 828,56 km² und besteht aus sich abwechselnden Sandstein-Plateaus. Hier liegen Quellen für fließende Gewässer und ein Habitat für viele Tier- und Pflanzenarten.

## Flora und Fauna
Die Flora ist geprägt von Mischwald (vorwiegend Laubwald) und Trocken-Laubwald, aber der Berg-Regenwald kommt vor.
Man kann hier dem Asiatischen Schakal, Hirsch-Arten und zahlreichen Vogelarten begegnen.

## Sehenswürdigkeiten
Für Touristen sind zahlreiche Wasserfälle, Höhlen, Klippen, felsige Tiefen und Wasserbassins interessant.
- Phu Pha Yon (Tham Pha Lai) – hier liegt eine große Klippe in den Phu Pha Yon-Höhenzügen mit etwa 200 Metern Höhe; an ihrer Außenfläche befinden sich etwa 3000 Jahre alte Darstellungen verschiedener Symbole.
- Dong Noi – ein Wasserreservoir in der Amphoe Na Kae, Provinz Nakhon Phanom
- Huai Huad-Becken – in Amphoe Tao Ngoi, Provinz Sakon Nakhon; rechts vom Becken befinden sich faszinierende Felsformationen.
- Khum Namsang-Wasserfall – der höchste Wasserfall des Nationalparks, ca. 400 Meter von der Parkverwaltung.
- Kaeng Po-Wasserfall – von der Parkverwaltung aus an der Prem Pattana-Straße nach links am Dorf Sanwae (insgesamt etwa 32 km); ein sehr schöner Wasserfall mit einem 14 Meter breiten und 10 Meter hohen Fall; ein naher Campingplatz hat Platz für etwa 1000 Menschen.

## Klima
Das Klima ist tropisch-monsunal und weist drei Jahreszeiten auf: die Regenzeit von Mai bis Oktober, mit heftigem Regen im August. Der durchschnittliche Regenfall pro Jahr liegt bei 1484 mm. Die kalte Jahreszeit dauert von November bis Januar; die tiefsten Temperaturen liegen bei etwa 16 °C. Der Sommer dauert von Februar bis April und weist Temperaturen um 32 °C.

## Geschichte
Der Phu Pha Yon war einer von fünf Nationalparks, die anlässlich des 60. Geburtstags von König Bhumibol Adulyadej am 5. Dezember 1987 zum Nationalpark erklärt wurden.